# Richard Jacques
Richard Jacques (Leamington Spa, 2 april 1973) is een Brits componist die voornamelijk muziek schrijft voor computerspellen.

## Biografie
Jacques werd geboren in Engeland en was op jonge leeftijd al geïnteresseerd in muziek. Zijn eerste pianoduet schreef hij op zijn negende. Hij studeerde aan de Royal Academy of Music waar hij slaagde in 1994. Twee dagen later werd hij aangenomen als componist voor Sega Europe.

## Carrière
Voor Sega schreef Jacques muziek voor enkele Saturn-spellen, zoals Sonic 3D en Sonic R, voornamelijk in het genre jazz, eurodance en powerpop. Hij maakte ook muziek voor het Dreamcast-spel Metropolis Street Racer en een extra nummer voor Jet Set Radio.
Jacques ontving veel erkenning voor zijn muziek voor het Dreamcast-spel Headhunter uit 2001, die hij componeerde met het London Session Orchestra.
Jacques begon daarna als zelfstandige, maar bleef muziek maken voor Sega-titels zoals opvolgers Headhunter: Redemption en Jet Set Radio Future, en muziek voor de Sonic the Hedgehog-spelserie.

## Discografie
- Darxide (1995)
- Shinobi X (1996)
- Sonic 3D: Flickies' Island (1996)
- Sonic R (1997)
- Jet Set Radio (2000)
- Metropolis Street Racer (2000)
- Headhunter (2001)
- Jet Set Radio Future (2002) (samenwerking)
- Headhunter: Redemption (2003)
- OutRun 2 (2004)
- Pursuit Force (2005)
- OutRun 2006: Coast 2 Coast (2006)
- Mass Effect (2007) (samenwerking)
- Sega Superstars Tennis (2008)
- Sonic and the Black Knight (2009) (samenwerking)
- James Bond 007: Blood Stone (2010)
- Sonic Generations (2011)
- Sonic & All-Stars Racing Transformed (2012)
- Sonic Boom: Rise of Lyric (2014)
- Sonic Boom: Fire & Ice (2016)